# Президент Сената Австралии
Президент Сената Австралии — глава Сената Австралии, верхней палаты парламента Австралии. Главой нижней палаты парламента является Спикер Палаты представителей Австралии.
Сенат Австралии смоделирован по образу Палаты Лордов Парламента Великобритании, единственное отличие Сената Австралии всегда формировался по результатам всеобщих выборов.
Действующим Президентом Сената является Скотт Райан.

## Положения Конституции
Согласно статье 17 Конституции Австралии:
Сенат, прежде чем приступить к работе обязан выбрать из числа Сенаторов Президента Сената. Каждый раз, когда должность Президента освобождается, Сенат обязан вновь выбрать Президента. Президент Сената снимается с занимаемой должности при его уходе с должности сенатора. Он также может быть снят с занимаемой должности голосованием Сената или же оставить свой пост, отправив письменное уведомление Генерал-губернатору.

## Избрание
Президент Сената избирается путём тайного голосования. Голосование проводит клерк Сената Австралии. На эту должность обычно избирается представитель правящей партии. Заместителем Президента является избираемый Вице-президент. По сложившейся традиции правящая партия выдвигает сенатора на должность президента, а оппозиция Вице-президента, если нет других кандидатур голосование не проводится. Австралийские Зелёные выдвигали на должность Президента кандидатуру Керри Неттл в 2005 и 2007 годах, однако ни оппозиционные сенаторы, ни сенаторы от правящей партии не поддержали её кандидатуру.
Чаще всего должность Президента достается Сенатору из менее населенного штата. Из 23 Президентов Сената с 1901 года, 14 были представителями менее населённых штатов (Западная Австралия, Южная Австралия, Тасмания) и Австралийской столичной территории, и 9 были представителями трех самых заселенных штатов (Новый Южный Уэльс, Виктория, Квинсленд).
После избрания правительства Говарда в 1996 году, бывший лейборист Мэл Колстон стал первым независимым Вице-президентом Сената.

## Обязанности
Основная обязанность Президента Сената поддерживать порядок во время заседаний Сената, обеспечивает соблюдение Регламента и защищает права рядовых сенаторов. Президент Сената и Спикер Палаты представителей управляют Домом Парламента, при помощи административного персонала.

## Список Президентов Сената
По состоянию на 28 февраля 2019 года.
| #  | Имя                   | Партия, Штат                            | Срок пребывания должности                     |
| -- | --------------------- | --------------------------------------- | --------------------------------------------- |
| 1  | Сэр Ричард Бекер      | Партия свободной торговли, ЮА           | 9 мая 1901 по 31 декабря 1906                 |
| 2  | Сэр Альберт Гулд      | Либеральная Партия Содружества, НЮУ     | 20 февраля 1907 по 30 июня 1910               |
| 3  | Гарри Турили          | Австралийская лейбористская партия, КВИ | 1 июля 1910 по 8 июля 1913                    |
| 4  | Томас Гивенс          | Австралийская лейбористская партия, КВИ | 9 июля 1913 по 30 июнь 1926                   |
| 5  | Сэр Джон Ньюландс     | Националистическая Партия Австралии, ЮА | 1 июля 1926 по 13 август 1929                 |
| 6  | Вальтер Кингсмилл     | Объединённая Партия Австралии, ЗА       | 14 августа 1929 по 30 августа 1932            |
| 7  | Патрик Линч           | Объединённая Партия Австралии, ЗА       | 31 августа 1932 по 30 июня 1938               |
| 8  | Джон Хейс             | Объединённая Партия Австралии, Тас      | 1 июля 1938 по 30 июня 1941                   |
| 9  | Джеймс Каннингем      | Австралийская лейбористская партия, ЗА  | 1 июля 1941 по 4 июля 1943 (умер в должности) |
| 10 | Гордон Браун          | Австралийская лейбористская партия, КВИ | 23 сентября 1943 по 19 марта 1951             |
| 11 | Тед Маттнер           | Либеральная партия Австралии, ЮА        | 12 июня 1951 по 7 сентября 1953               |
| 12 | Сэр Алистер Макмаллин | Либеральная партия Австралии, НЮУ       | 8 сентября 1953 по 30 июня 1971               |
| 13 | Сэр Магнус Кормак     | Либеральная партия Австралии, Виктория  | 17 августа 1971 to 11 апреля 1974             |
| 14 | Джастин О’Бирн        | Австралийская лейбористская партия, ЮА  | 9 июля 1974 по 11 ноября 1975                 |
| 15 | Сэр Кондор Лаук       | Либеральная партия Австралии, ЮА        | 17 февраля 1976 по 30 июня 1981               |
| 16 | Сэр Гарольд Янг       | Либеральная партия Австралии, ЮА        | 18 августа 1981 по 4 февраля 1983             |
| 17 | Дуг Макклелланд       | Австралийская лейбористская партия, НЮУ | 21 апреля 1983 по 23 января 1987              |
| 18 | Керри Сибраа          | Австралийская лейбористская партия, НЮУ | 17 февраля 1987 по 1 февраля 1994             |
| 19 | Майкл Бинан           | Австралийская лейбористская партия, ЗА  | 1 февраля 1994 по 20 августа 1996             |
| 20 | Маргарет Рид          | Либеральная партия Австралии, АСТ       | 20 августа 1996 по 19 августа 2002            |
| 21 | Пол Калверт           | Либеральная партия Австралии, Тас       | 19 августа 2002 по 13 августа 2007            |
| 22 | Алан Фергюсон         | Либеральная партия Австралии, ЮА        | 14 августа 2007 по 25 августа 2008            |
| 23 | Джон Хогг             | Австралийская лейбористская партия, КВИ | 26 августа 2008 по 7 июля 2014                |
| 24 | Стивен Пэрри          | Либеральная партия Австралии, Тас       | 7 июля 2014 по 2 ноября 2017                  |
| 25 | Скотт Райан           | Либеральная партия Австралии, Виктория  | 13 ноября 2017 по н.в.                        |